# Orlando Furioso

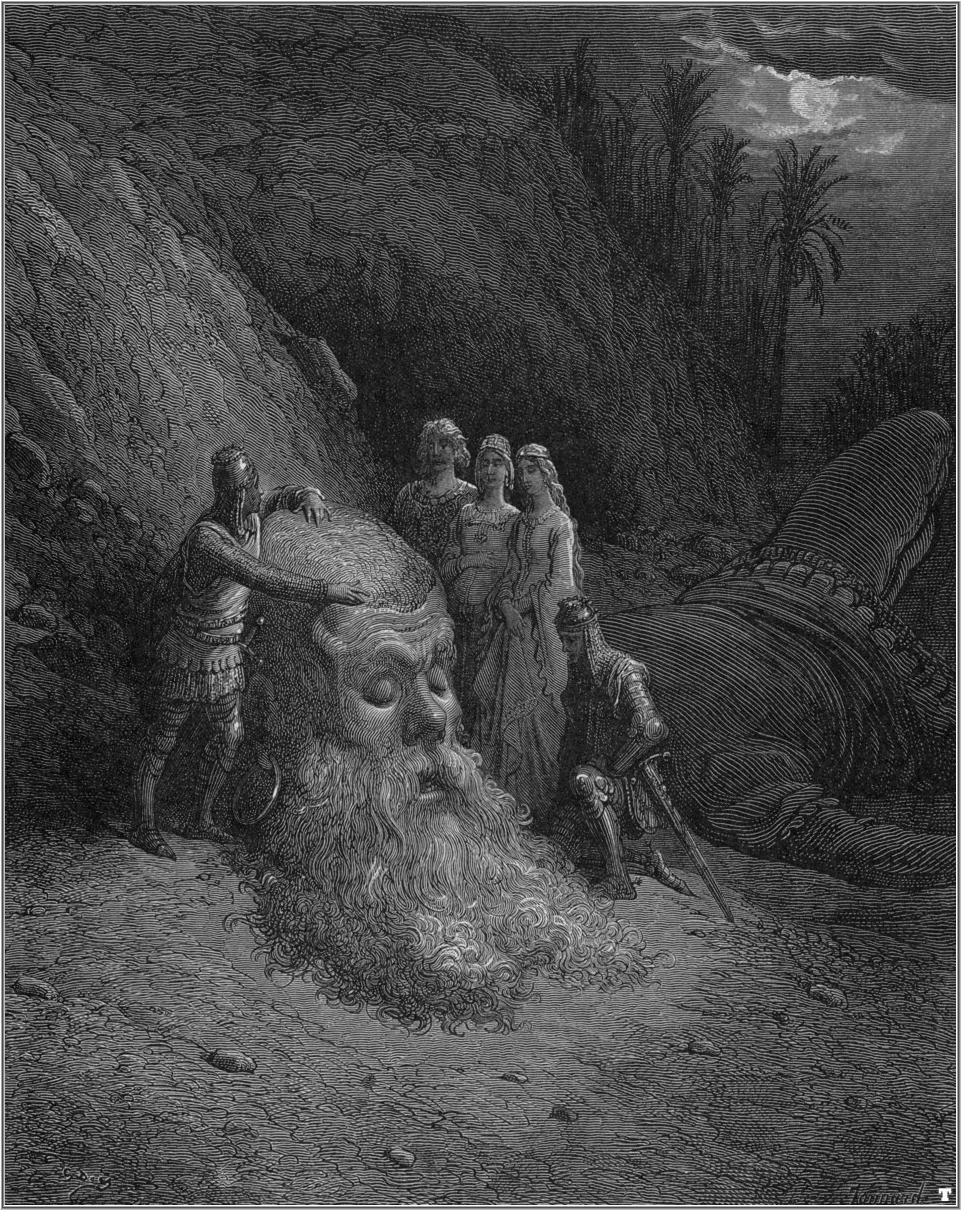
Orlando Furioso, Gustave Doré

Orlando Furioso is een epische ridderroman in zesenveertig zangen en ongeveer veertigduizend verzen, geschreven door Ludovico Ariosto. Het verscheen in verschillende drukken die de auteur telkens aanpaste: in 1516 en 1521, en aangevuld met zes zangen in 1532. 
Dit meesterwerk uit de Italiaanse literatuur is een voortzetting van Boiardo's Orlando Innamorato. De Furioso begint op het punt waar de Innamorato ophoudt: de christelijke zaak is bedreigd, en Karel de Grote wordt in Parijs belegerd door de Saraceense legers van Agramante die het Frankische leger net een verschrikkelijke nederlaag hebben toegebracht. Ariosto begon eraan in 1505 en zond het naar de drukker in 1515. In april 1516 werd het gepubliceerd door Giovanni Mazzocchi del Bondeno. Ariosto besteedde vervolgens een groot deel van zijn leven aan het herwerken en polijsten van de tekst. 

## De Innamorato en de Furioso
Het gedicht was gebaseerd op Matteo Maria Boiardo's episch gedicht Orlando Innamorato, dat Boiardo bij zijn dood onvoltooid had gelaten. Met de jaloerse razernij van Orlando werkte Ariosto het onderwerp verder uit en hij maakte ook gebruik van de personages in het gedicht van Boiardo. Het verhaal speelt zich af tegen de achtergrond van de belegering van Parijs door de Saracenen en het gedicht eindigt, volgens de conventie van de christelijke literatuur van die tijd, met het succes van de christenen die de heidenen verjagen. Om zijn patroons, de kardinaal van Este en de hertog van Ferrara, te behagen, zegt Ariosto van twee van zijn personages, Ruggiero en Bradamante, dat zij de voorouders zijn van de kardinaal en de hertog.

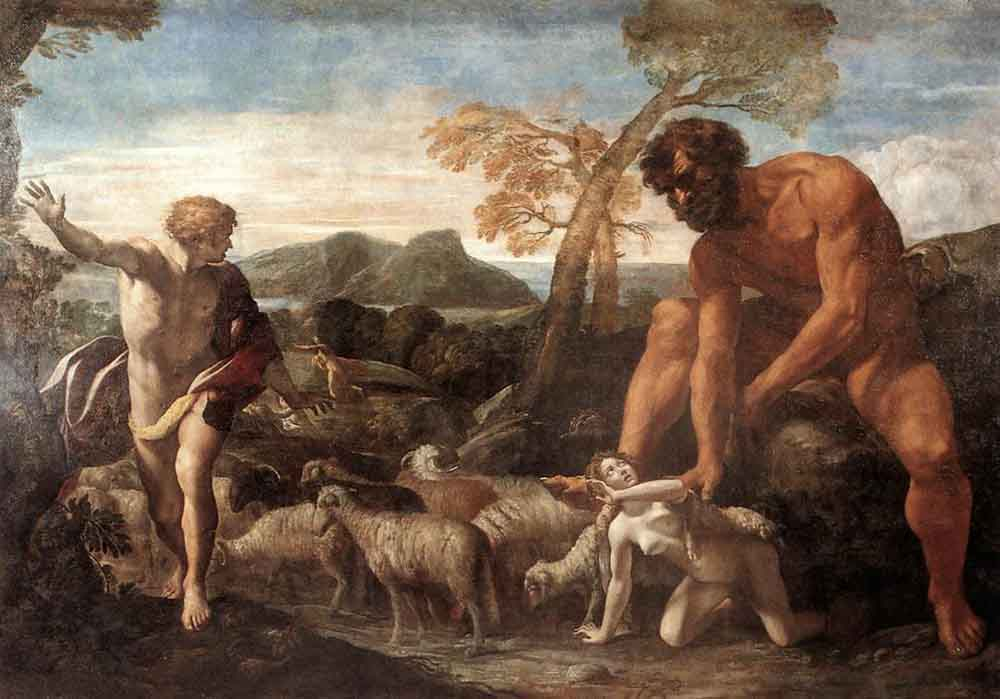
Norandino en Lucina worden door de oger ontdekt, Giovanni Lanfranco, 1624

Een van de redenen voor het onmiddellijke succes van de Furioso, die in populariteit zelfs de Innamorato overvleugelde, was de verandering in taal en stijl die Ariosto doorvoerde. Boiardo's werk wordt gekenmerkt door het gebruik van vele Noord-Italiaanse en Lombardische dialectische elementen. De taal van de Furioso is vanaf de eerste editie veel soepeler en meer gepolijst dan die van de Innamorato, en leunde meer aan bij de Florentijnse taalkundige standaard.

## Verhaal
De drie belangrijkste verhaallijnen van het werk zijn de oorlog tussen christenen en Saracenen, Orlando’s waanzin, en de liefde tussen Ruggiero en Bradamante. Net zoals in de Innamorato vormen deze belangrijkste acties gewoon het raam waarbinnen de dichter een veelheid aan minder belangrijke episodes weeft. Hierdoor ontstaat een ingewikkeld web van steeds wisselende, met elkaar verbonden vertellingen. Naast de belangrijkste personages - Karel de Grote, Agramante, Orlando, Angelica, Ruggiero en Bradamante -  zijn er tal van interessante nevenpersonages zoals de Engelsman Astolfo, de excentrieke eilandbewoner.
De "furioso" in de titel verwijst naar een episode waarin Orlando waanzinnig van liefde wordt. Angelica, een Saraceens meisje waar alle christelijke ridders verliefd op worden, ontsnapt uit handen van de christenen en wordt op haar beurt verliefd op de herder Medoro. Orlando's passie voor Angelica leidt hem af van zijn belangrijke taak om het christendom te verdedigen. Hij gaat naar haar op zoek en komt uiteindelijk bij toeval op de plek waar Angelica en Medoro hun namen en liefdesverklaringen in de bomen hebben gekerfd. De onfortuinlijke graaf verliest zijn verstand. Hij zwerft van het ene land naar het andere, helemaal naakt, en levert overal waar hij komt bovenmenselijke prestaties met de kracht die de waanzin hem geeft, totdat hij uiteindelijk terug bij zinnen komt. Het is de dronken Engelse ridder Astolfo die voor zijn genezing zorgt. Deze onderneemt een fantastische reis naar de hel en het aardse paradijs, en uiteindelijk naar de maan. Daarbij reist hij op de hippogrief, een fabeldier, en vervolgens op Elia’s strijdwagen, onder leiding van Johannes de evangelist. Op de maan vindt Astolfo een gigantische voorraadkamer, gevuld met alle dingen die mensen hebben verloren op aarde, waaronder ook hun verstand. Hij ontdekt een groot aantal kolven met de verschillende zintuigen van individuen, neemt die van Orlando mee en laat bij zijn terugkeer op aarde de held de inhoud van de fles inademen om zijn verstand te laten terugkeren. Met Orlando’s hulp slagen de christelijke legers erin om de Saracenen te verslaan. Agramante en Gradasso worden gedood, en het christendom is gered.

## Invloed
- De Orlando Furioso was een inspiratiebron voor Les Plaisirs de L'île enchantée, een feest gegeven door Lodewijk XIV (1664).
- Met zijn nauwelijks verholen seksuele insinuaties was Orlando Furioso het lievelingsboek van Casanova. Hij kende het volledig uit zijn hoofd.
- De verhalen rondom Orlando Furioso worden opgevoerd in de Opera dei Pupi.

## Nederlandse vertalingen
- Orlando Furioso, vertaald op rijm door Ike Cialona, 1998, 2 dln., ISBN 9789025302139
- Vertaallaboratorium 'De Orlando Furioso van Ludovico Ariosto', in: De Revisor, gedeeltelijk vertaald en ingeleid door Frans van Dooren, 1985, p. 40-47
- Lodovico Ariosto, in: De Gids, 1961, vertaald door Willem van Elden, p. 78-85
- Naar Ariosto. Uit den Orlando Furioso, in: Nog eens najaarsbladen. Gemengde gedichten, 1880-1884, gedeeltelijke vertaling door Nicolaas Beets, 1884, p. 175-210
- De razende Roelant, vertaald in proza uit het Frans door Jan Jacobsz. Schipper, Amsterdam, 1649
- Il Divino Ariosto oft Orlando Furioso, vertaald in verzen uit het Italiaans door Everart Siceram, Antwerpen, 1615 (tot de 23e zang)